# Línia 5 (Rodalies Madrid)
La línia C-5 de Rodalies Madrid recorre 45,1 km al llarg de la Comunitat de Madrid entre les estacions d'Humanes i Móstoles - el Soto passant per Atocha. En el seu recorregut travessa els municipis d'Humanes de Madrid (1 estació), Fuenlabrada (2 estacions), Leganés (3 estacions), Madrid (12 estacions), Alcorcón (3 estacions) i Móstoles (2 estacions).

## Freqüències
A diferència de la resta de la xarxa de Rodalies, la línia C-5 té freqüències similars a les línies del Metro de Madrid, amb estacions més pròximes entre si que la resta de línies i un sistema de senyalització i conducció peculiar, el LZB.